# Scraptia cribraria
Scraptia cribraria es una especie de coleóptero de la familia Scraptiidae.

## Distribución geográfica
Habita en Filipinas.